# Authaeretis
Authaeretis is een geslacht van vlinders van de familie grasmotten (Crambidae), uit de onderfamilie Spilomelinae.

## Soorten
- A. eridora Meyrick, 1886
- A. exaereta Tams, 1935